# 吉尔吉斯斯坦军事
吉尔吉斯斯坦武装力量最初由前苏联突厥斯坦军区的部队构成，独立之初包括陆军、空军、防空军、南北两个集群、内务部队、国家安全机构以及边防部队。1967年，前苏联第8“潘菲洛夫”摩托化近卫步兵师从波罗的海沿岸军区调往比什凯克并驻扎在此，此后的大部分时间内，该师成为当地的主要军事力量，直到2003年1月，该师才被废除。
出于外交考虑，由美国领导的持久自由军事行动联盟在2014年6月前使用玛纳斯空军基地（比什凯克国际机场）。同时，俄罗斯也在坎特建有第999空军基地，以对抗美军在前苏联诸成员国境内的势力。据称，莫斯科将提供11亿美元以帮助吉尔吉斯斯坦建立现代化军队，2012年8月和12月，俄罗斯副总理伊戈尔·舒瓦洛夫和俄罗斯总统弗拉基米尔·普京分别访问吉尔吉斯斯坦，期间与之达成这项援助协议。

## 陆军

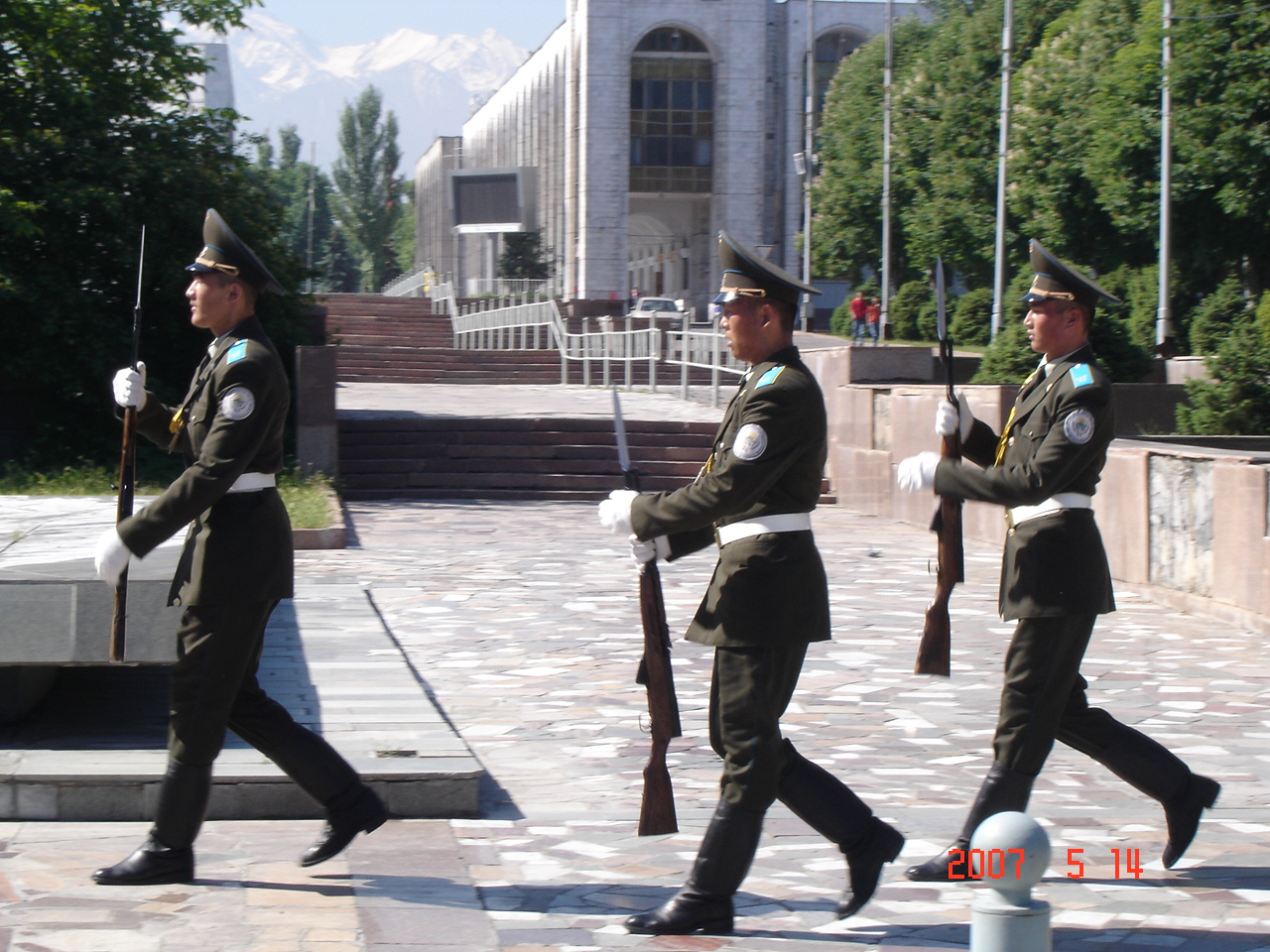
比什凯克主广场纪念碑附近的仪仗队

吉尔吉斯斯坦陆军包括：第1（山地）摩托化步兵旅，驻于奥什；1个旅，驻于比什凯克地区的Koy-Tash；第25特战旅和1个独立营，驻于卡拉科尔和纳伦；1个旅驻于Balykchi；以及其他单位。除此之外，吉尔吉斯斯坦陆军分为南北两个集群。根据2004年报道，北方集群包括了驻扎在比什凯克郊区的“Balykchynsky旅”、几个分别驻扎于卡拉科尔和纳伦的营，以及其他陆军单位。

### 装备

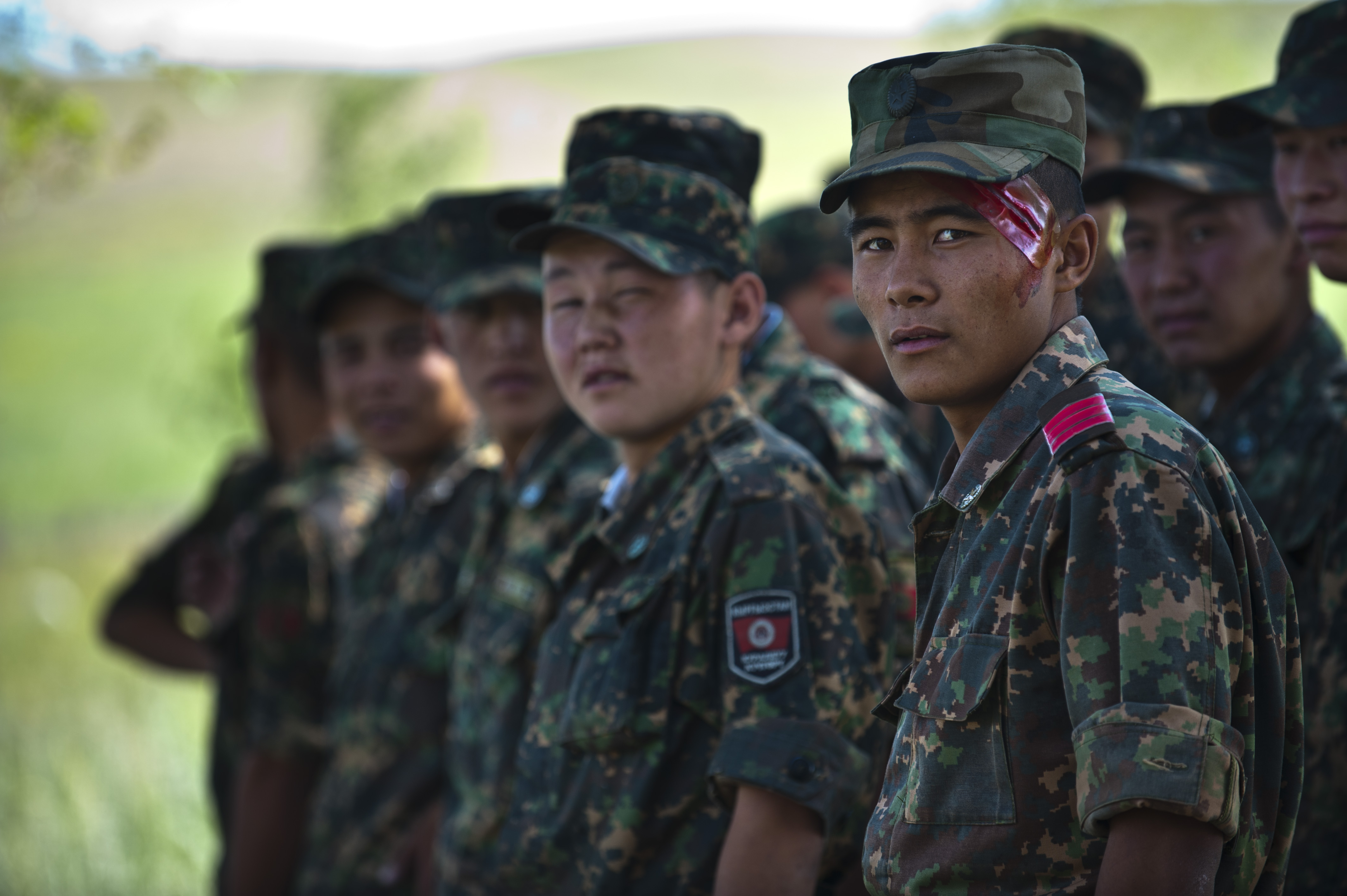
吉尔吉斯斯坦士兵参加2012年地区联合军演

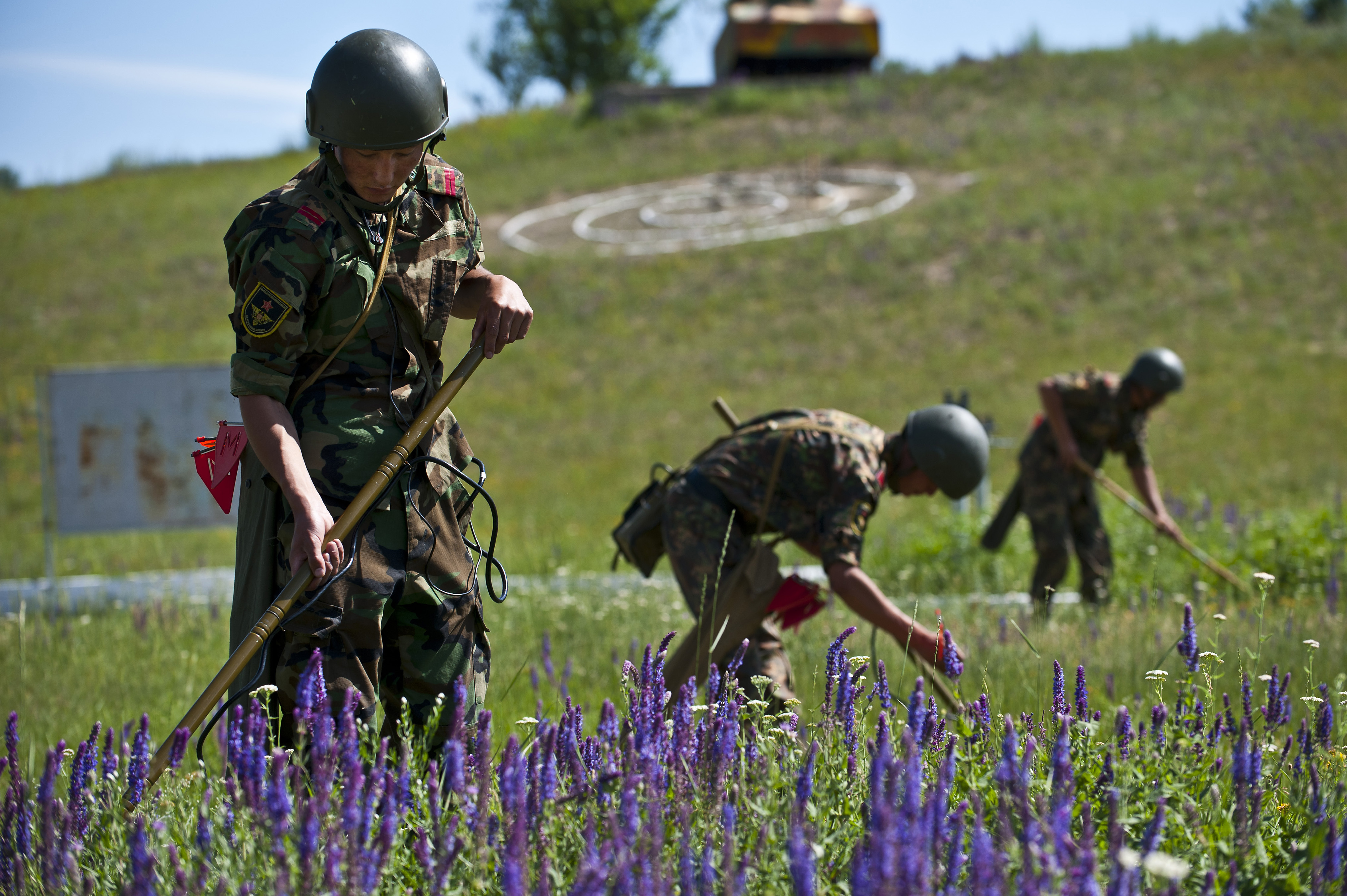
扫雷训练

所有陆军装备皆来源于前苏联或俄罗斯，M120迫击炮除外。

#### 坦克
- T-72主战坦克 - 150辆[5]

#### 装甲运兵车/装甲步兵战车
- BTR-60装甲运兵车 - 53辆
- BTR-70装甲运兵车 - 25辆[5]
- BTR-80装甲运兵车 - 10辆[5]
- BMP-1步兵战车 - 230辆[5]
- BMP-2步兵战车 - 90辆[5]
- BRDM-2两栖装甲车（英语：BRDM-2） - 30辆[5]

#### 火炮
牵引炮
- BS-3 100mm野战炮 - 18门[5]
- T-12 100mm反坦克炮 - 18门[5]
- D-30 122mm榴弹炮（英语：122 mm howitzer 2A18 (D-30)） - 72门[5]
- M-30 122mm榴弹炮 - 35门[5]
- D-1 152mm榴弹炮（英语：152 mm howitzer M1943 (D-1)） - 16门[5]

自行火炮
- 2S9 120mm自走迫击炮 - 12辆[6]
- 2S1 122mm自走榴弹炮 - 18辆[5]

牵引迫击炮
- 2S12 120mm重迫击炮（英语：2S12 Sani） - 6门
- M120 120mm迫击炮 - 48门

多管火箭炮
- BM-21 - 15辆[5]
- BM-27 - 6辆[5]

#### 轻武器
- 马卡洛夫手枪
- PP-2000冲锋枪（特种部队专用）
- AKM突击步枪
- AK-74突击步枪
- AN-94突击步枪（特种部队专用） [7]
- AKS-74U卡賓槍
- AS Val微声自动步枪（特种部队专用） [7]
- SKS半自动步枪
- RPK轻机枪
- RPK-74輕機槍
- PKM通用機槍
- Pecheneg通用机枪（特种部队专用） [7]
- NSV重机枪
- DShK重机枪
- SVD狙击步枪
- VSS Vintorez狙击步枪（特种部队专用） [7]
- OSV-96狙击步枪（特种部队专用） [7]
- RPG-7火箭发射器
- GP-25附加型榴彈發射器
- AGS-17烈火自动榴弹发射器
- SPG-9無後座力炮

## 特种部队

### 国防部下辖

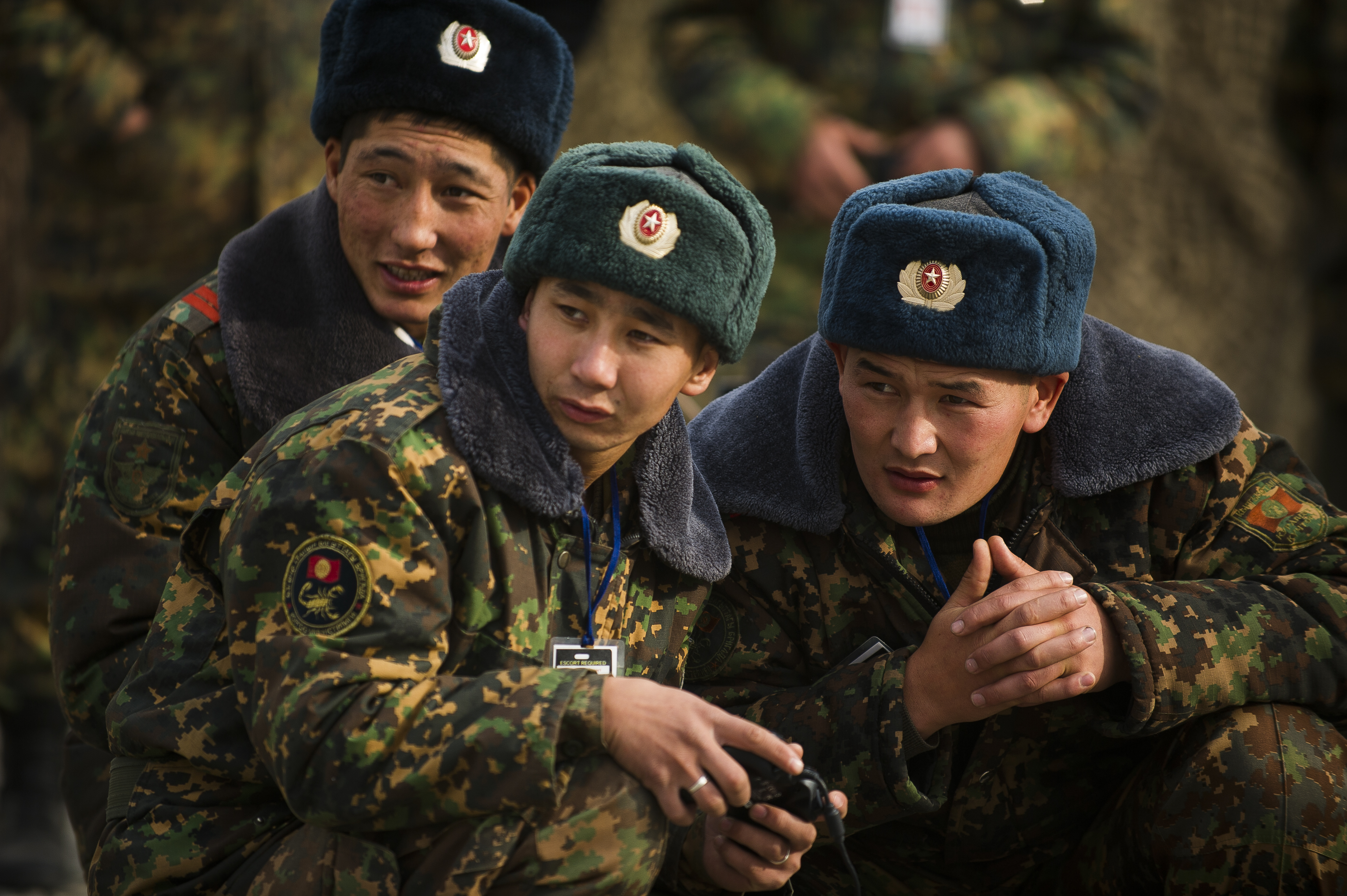
第25“蝎”特战旅成员，2013年

- 第25“蝎”特战旅。组建于1994年，最初为第525特战连，如今“蝎”旅已经成为该国最精良的一个旅，士兵使用最现代化的武器装备。
- “Ilbirs”旅。“Ilbirs”在柯尔克孜语中意为“老虎”。组建于1999年4月，最初为第24特战营。

### 国民卫队
- 吉尔吉斯斯坦国民卫队下辖一个伞兵营“豹”营。
- Bars(Барс)部队和雪绒花部队。

### 国家安全机构
- 阿尔法反恐部队。几乎所有前苏联国家的安全机构都有一支“阿尔法”特种部队。“阿尔法”属于最机密单位，没有相关资料和信息。

### 内务部队
- “SOBR” (СОБР) 类似于美国SWAT部队。SOBR亦存在于俄罗斯和许多前苏联国家。

2010年8月，吉尔吉斯斯坦国防部从美国军事合作特使办公室获得了45辆福特徘徊者和44辆北极星工业，用以增强山地地区反恐部队的机动性。

## 空军

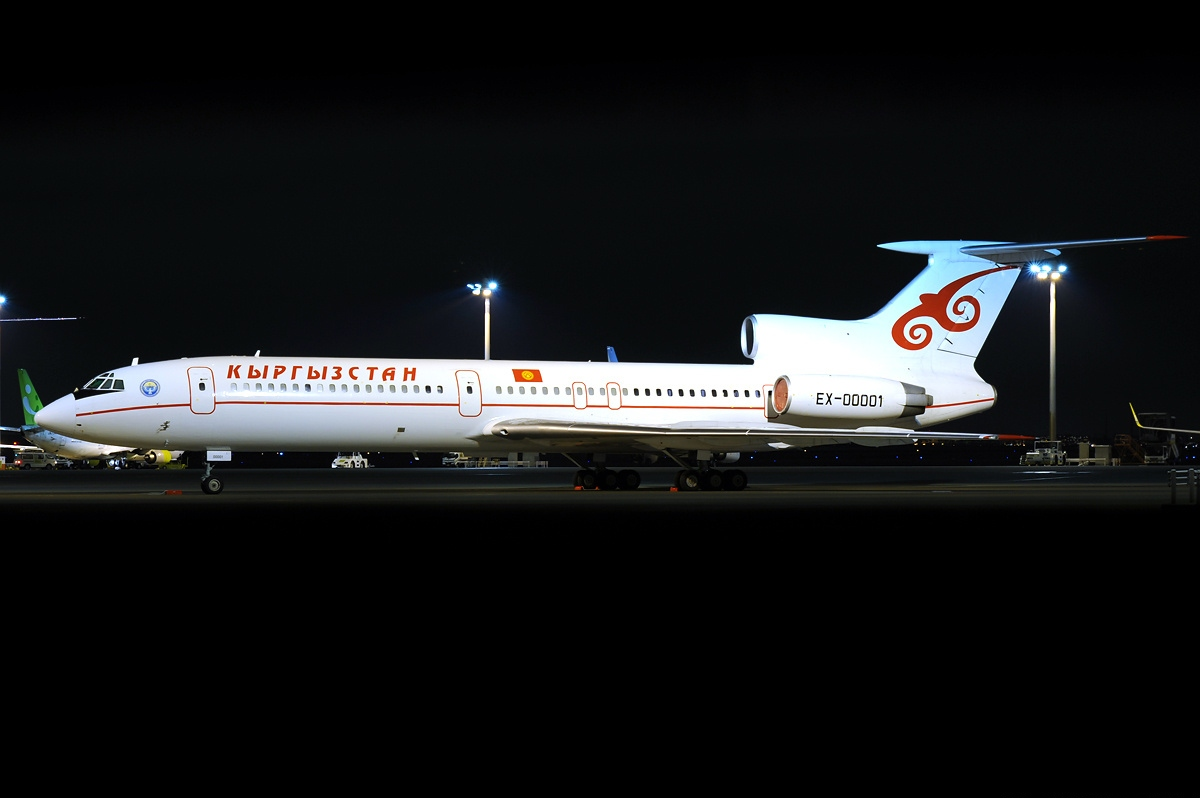
吉尔吉斯斯坦政府的一架图-154，东京，2013

吉尔吉斯斯坦空军和防空军，包括：1个航空团（MIG-21&L-39），4架安东诺夫运输机，以及1个直升机航空团（apx 23 Mi-8, 9 Mi-24）。估计米格-21的数量在48至60架之间不等，然而只有一小部分L-39和直升机是可以使用的。据称吉尔吉斯斯坦军队所有的航空器部署在坎特，与俄罗斯第999空军基地相邻。
在经费和军队传统的限制下，吉尔吉斯斯坦没有发展其空军战力。尽管许多前苏联时代空军基地仍可以使用，1993年，该国将从俄罗斯借来的大量米格-21截击机返还给了俄罗斯。1996年，该国大约有100架退役的米格-21战机，同时还有96架L-39教练机和65架直升机。吉尔吉斯斯坦防空军则一直接受俄罗斯的援助，后者曾派遣军事顾问团入吉帮助建立一个防空体系，并将吉尔吉斯斯坦空域并入独联体联合防空体系之下。目前该国防空库存拥有26枚SA-2和SA-3地对空导弹。

### 飞行器 (2013年8月17日)

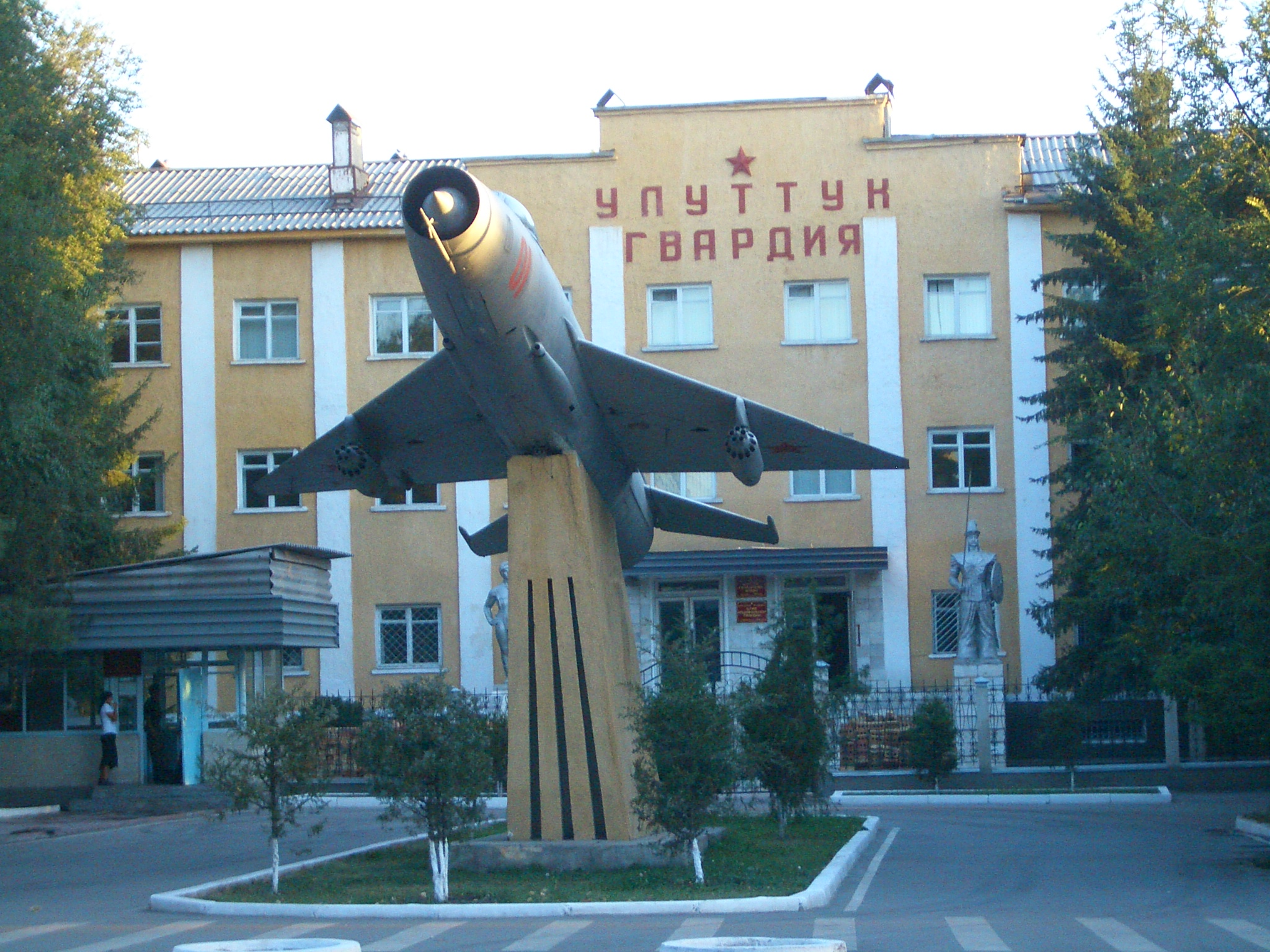
比什凯克市中心，标语：“国民卫队”

| 飞行器                       | 来源          | 种类                  | 型号       | 服役数量 | 备注               |        |
| 运输机                       | 运输机        | 运输机                | 运输机     | 运输机   | 运输机             | 运输机 |
| ---------------------------- | ------------- | --------------------- | ---------- | -------- | ------------------ | ------ |
| 图-154                       | 苏联          | VIP运输机             | Tu-154M    | 2        | 原属马纳斯航空公司 |        |
| 波音737                      | 美国          | VIP运输机             | 737-400    | 2        | 原属吉尔吉斯航空   |        |
| 教练机                       |               |                       |            |          |                    |        |
| L-39                         | 捷克          | 轻型攻击机/教练机     | L-39       | 4        | 从前苏联获得96架   |        |
| 攻击直升机                   |               |                       |            |          |                    |        |
| Mil Mi-24                    | 苏联          | 攻击直升机            | Mi-24      | 6        |                    |        |
| 运输直升机&通用直升机        |               |                       |            |          |                    |        |
| Mil Mi-8 Hip Mil Mi-17 Hip-H | 苏联 · 俄羅斯 | 运输直升机/攻击直升机 | Mi-8 Mi-17 | 9        |                    |        |

### 防空
- SA-2，SA-3 - 20枚
- SA-4 - 12枚
- 9K32（SA-7）
- ZSU-23-4SP - 24辆
- S-60 - 24门